# شتيفان أندري
شتيفان أندري هو دبلوماسي وسياسي روماني، ولد في 29 مارس 1931 في Podari ‏ في رومانيا، وتوفي في 31 أغسطس 2014 في Snagov ‏ في رومانيا بسبب مرض. نشط حزبياً في الحزب الشيوعي الروماني. وقد انتخب Minister of Foreign Affairs of Romania ‏ (8 مارس 1978 – 11 نوفمبر 1985).

## وصلات خارجية
- شتيفان أندري على موقع مونزينجر (الألمانية)